# Bolloré
Bolloré, «Боллоре» — французский многопрофильный конгломерат. Штаб-квартира расположена в Пюто (пригород Парижа, Франция). Основным активом является контрольный пакет акций в медиа-группе Vivendi. Контролируется семьёй Боллоре, одной из самых богатых семей Франции.

## История
Рене Боллоре во время путешествия в Китай познакомился с технологией производства рисовой бумаги. Вернувшись во Францию, он в 1822 году основал в городе Кемпер предприятие по производству тонкой бумаги. Производимая бумага нашла применение в качестве кальки, для печатания Библий и для изготовления самокруток. Во второй половине XIX века начали приобретать популярность сигареты, и специально для производства сигаретной бумаги в 1893 году семья Боллоре построила новый завод в городе Каскаде (как и Кемпер, он находится в Бретани на реке Оде). В 1918 году был разработан особый сорт сигаретной бумаги — OCB (от Odet Cascadet Bolloré), к началу 1950-х годов на компанию Bolloré приходилось около 10 % мирового производства сигаретной бумаги. В 1948 году компания начала производство бумаги для конденсаторов, а также для пакетиков для чая.
В 1950-х годах был поглощён второй крупный французский производитель сигаретной бумаги Zig-Zag; эта компания была основана в 1879 году и базировалась в Париже. Также в этот период компания начала производство копировальной бумаги. В 1969 году началось пробное производство полипропиленовых плёнок, а в 1972 году началось их массовое производство, тогда же компания начала выпуск металлизированных плёнок. Инвестиции в новое направление подорвали финансовое положение компании, и в 1975 году она была приобретена Эдмоном де Ротшильдом. В 1978 году было создано два филиала в США — Bolloré Inc. и Bolmet.
В 1981 году Венсан Боллоре выкупил семейный бизнес за символический 1 франк, поскольку он оставался убыточным. В том же году 10 млн франков в компанию вложил Себастьян Пиккиотто (Sébastien Picciotto) в обмен на 50-процентную долю. В 1983 году компания начала производство термоусаживающихся плёнок. В 1984 году был создан филиал в Японии Bolloré KK. В 1985 году основная компания сменила название на Bolloré Technologies и разместила свои акции на Парижской фондовой бирже. В 1986 году был куплен ещё один производитель сигаретной бумаги, компания JOB (также французская), а также была куплена табачная компания Sofical, одна из крупнейших на сигаретном рынке Африки. Следующим приобретением стала компания Société Commercial d’Affrètements et de Combustibles (SCAC), компания по доставке грузов, основанная в 1885 году, она также в основном работала в Африке.
В 1988 году Bolloré была преобразована в инвестиционный холдинг, привлекшими капиталовложения ряда крупных финансистов Франции, а также итальянской семьи Аньелли и южноафриканской семьи Руперт. Первым приобретением нового холдинга стала компания Rhin Rhône, дочерняя структура Elf-Aquitaine по торговле нефтепродуктами. Затем были куплены ещё две топливные компании, Calpam и Satramin, компания по лизингу автомобилей Mattei, производитель безуглеродной копировальной бумаги Copigraph, также было создано совместное предприятие с французской табачной монополией SEITA. В 1991 году была куплена убыточная судоходная компания Delmas-Vieljeux, она была объединена с SCAC под названием SDV. В следующем году был куплен конгломерат Rivaud с интересами в банкинге, лесозаготовках, плантациях и других отраслях. В 1997 году была куплена французская транспортная компания Saga, а в 1999 году — компания OT Africa Line, оператор судов-ролкеров. В 2000 году был куплен нефтепровод Donges-Melun-Metz. В 2001 году большая часть табачного бизнеса была продана британской группе Imperial Tobacco.
В начале 2000-х годов группа Bolloré начала развивать подразделение медиа-ресурсов. Была куплена доля в дистрибьюторе фильмов Gaumont, запущены стриминговый сервис Streampower, радиостанция Radio New Talents и цифровой телеканал Direct 8. К 2004 году было куплено 13 % акций рекламного агентства Havas. В 2005 году был куплен индийский оператор грузоперевозок Air Link. В 2008 году были созданы два совместных предприятия по производству электромобилей — Pininfarina для модели Bluecar и Gruau для модели Microbus. В 2009 году предприятия по производству сигаретной бумаги были проданы американской группе Republic Technologies. С 2011 года группа начала наращивать свою долю в Vivendi, к 2017 года она была увеличена до контрольного пакета, в то же время Havas было переведено в подчинение Vivendi. В 2020 году была куплена 29-процентная доля в Lagardère. В 2022 году логистические и транспортные активы в Африке были проданы швейцарской Mediterranean Shipping Company. В феврале 2024 года оставшаяся часть логистического подразделения Bolloré Logistics была продана за 4,85 млрд евро судоходной компании CMA CGM.

## Собственники и руководство
Акции компании котируются на бирже Euronext Paris. Крупнейшим акционером является семья Боллоре (69,19 % акций через Compagnie de l’Odet), крупные пакеты акций также принадлежат Yacktman Asset Management (7,08 %) и Orfim SAS (5,45 %).
- Сирилл Боллоре (Cyrille Bolloré, род. 19 июля 1985 года) — председатель совета директоров и генеральный директор с марта 2019 года, сын Венсана Боллоре[9].

## Деятельность
Распределение выручки по регионам: Франция — 49 %, остальная Европа — 22 %, Америка — 13 %, Азия и Океания — 11 %, Африка — 5 %.
Подразделения по состоянию на 2023 год:
- Communications — доля в медиа-группе Vivendi (включающей компании Canal+, Havas, Editis, Prisma, Gameloft, Lagardère, 29,9 %) и Universal Music Group (28 %)— 46 % выручки;
- Bolloré Logistics — транспортные активы, в основном в Африке, включая порты, железные дороги, 34 % выручки;
- Bolloré Energy — торговля нефтепродуктами во Франции, Германии и Швейцарии, 17 % выручки;
- Industry — производство литий-металл-полимерных аккумуляторов, полипропиленовых плёнок для конденсаторов и упаковки, заводы во Франции, США и Канаде, 2 % выручки;
- другое — фермы в США и Франции, доля в SOCFIN Group[англ.] (плантации)

В списке крупнейших публичных компаний мира Forbes Global 2000 за 2023 год Financiere de l’Odet (холдинговая компания группы Bolloré) заняла 1066-е место.